# Сейба
Сейба (Ceiba) — рід великих тропічних дерев з Південної Америки й півдня Північної Америки; деякі види інтродуковані до Африки й на південь Азії.

## Поширення

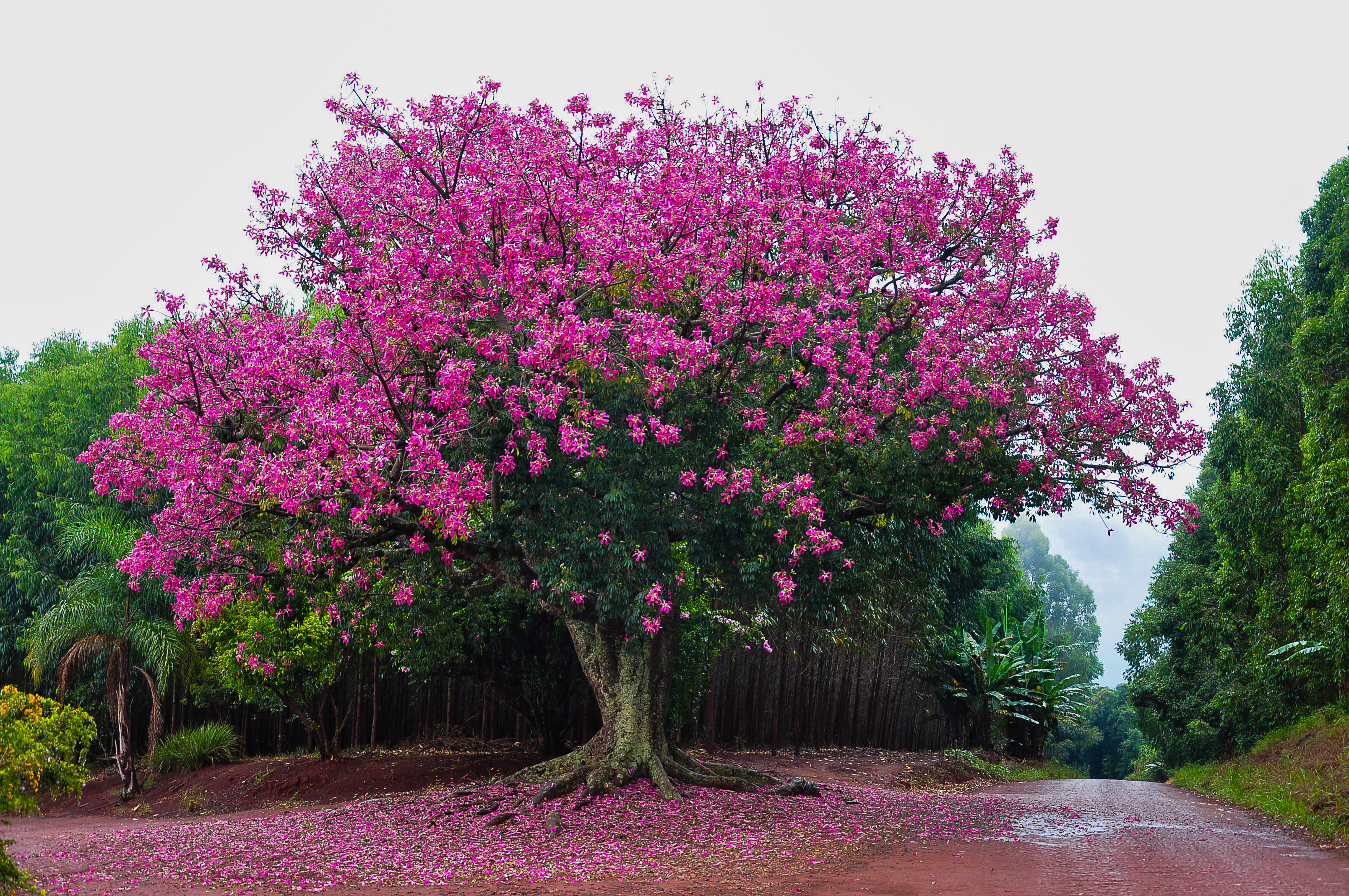
Сейба розкішна (Ceiba speciosa)

Ареал включає Мексику, Центральну і Південну Америку, Багамські острови, Беліз, Вест-Індію, Західну Африку і Південно-Східну Азію. 

## Опис
Деякі види досягають 70 м заввишки і мають прямий, майже без гілок, стовбур з повітряним корінням, увінчаний великою розкидистою кроною, висотою часто більше людського зросту. Найвідоміший і найбільш широко вирощується вид роду — бавовняне дерево (Ceiba pentandra).

## Види
1. Ceiba acuminata (S.Watson) Rose
2. Ceiba aesculifolia (Kunth) Britten & Baker f.
3. Ceiba boliviana Britten & Baker f.
4. Ceiba chodatii (Hassl.) Ravenna
5. Ceiba crispiflora (Kunth) Ravenna
6. Ceiba erianthos (Cav.) K.Schum.
7. Ceiba glaziovii (Kuntze) K.Schum.
8. Ceiba insignis (Kunth) P.E.Gibbs & Semir
9. Ceiba jasminodora (A.St.-Hil.) K.Schum.
10. Ceiba lupuna P.E.Gibbs & Semir
11. Ceiba pentandra (L.) Gaertn. — бавовняне дерево
12. Ceiba pubiflora (A.St.-Hil.) K.Schum.
13. Ceiba rubriflora Carv.-Sobr. & L.P.Queiroz
14. Ceiba salmonea (Ulbr.) Bakh.
15. Ceiba samauma (Mart.) K.Schum.
16. Ceiba schottii Britten & Baker f.
17. Ceiba soluta (Donn.Sm.) Ravenna
18. Ceiba speciosa (A.St.-Hil., A.Juss. & Cambess.) Ravenna — сейба розкішна
19. Ceiba trischistandra (A.Gray) Bakh.
20. Ceiba ventricosa (Nees & Mart.) Ravenna